# Ola Brunkert
Ola Brunkert (ur. 15 września 1946 w Örebro, zm. 16 marca 2008 na Majorce) – szwedzki muzyk, sesyjny perkusista zespołu ABBA. Wraz z basistą Rutgerem Gunnarssonem był jedynym muzykiem towarzyszącym, który grał na wszystkich albumach ABBY.
Zmarł we własnej posiadłości, najprawdopodobniej przez wypadek, którego skutkiem było rozcięcie gardła kawałkiem szkła. Brunkert występował również z własnym zespołem jazzowym.